# سرسوسماری
سرسوسماری (نام علمی: Agonidae) نام یک تیره از بالاخانواده لنگرماهی است.